# Paranoid (песня)
«Paranoid» (с англ. — «Параноик») — второй (и заглавный) трек второго альбома британской метал-группы Black Sabbath, выпущенный синглом в июле 1970 года (с «The Wizard» на обороте) и через месяц поднявшийся в UK Singles Chart до 4-го места. Наивысшее место сингла в Billboard Hot 100 — #61. Ровно десять лет спустя «Paranoid» был перевыпущен в Великобритании (с «Snowblind» на стороне «Б») и в августе 1980 года поднялся до 14-го места.
Песня «Paranoid» прочно вошла в концертный репертуар Black Sabbath; она была исполнена, в частности, на благотворительном концерте Live Aid в 1985 году. Оззи Осборн после ухода из группы в 1979 году продолжил исполнять её на своих сольных концертах.

## История создания
Основной материал альбома Paranoid Black Sabbath записывали на студии Regent Sound, но песня «Paranoid» была написана, когда группа с продюсером Бэйном перешла в большую 16-дорожечную Island Studios.
Бас-гитарист группы Терри «Гизер» Батлер (первоначально озаглавивший трек «The Paranoid») рассказывал об истории создания песни:
Значительная часть материала второго альбома, «Paranoid» была написана в ходе работы над первым альбомом, «Black Sabbath». Всё здесь мы записали за 2-3 дня, вживую в студии. Песня «Paranoid» была написана позже других, задним числом. Нам, в сущности требовался, 3-минутный «наполнитель»: тут-то у Тони и появился этот рифф. Я быстро набросал текст, и Оззи считывал его по бумажке, когда пел.Оригинальный текст (англ.)A lot of the Paranoid album was written around the time of our first album, Black Sabbath. We recorded the whole thing in about 2 or 3 days, live in the studio. The Song 'Paranoid' was written as an afterthought. We basically needed a 3 minute filler for the album, and Tony came up with the riff. I quickly did the lyrics, and Ozzy was reading them as he was singing.Гизер Батлер, Guitar World, март 2004
Тони Айомми рассказывал, что рифф возник у него в перерыве, когда остальные участники группы ушли на ланч, а он остался в студии и начал наигрывать на гитаре.
У барабанщика Билла Уорда остались об этом такие воспоминания:
Он просто сидел в студии и наигрывал этот рифф. Гизер тут же включил бас, я сел за ударную установку, мы автоматически вошли с ним в ритм, и тут Оззи начал петь. Никто из нас не произнес ни слова. Мы просто вошли в комнату и начали играть. Наверное, рифф этот возник у Тони где-то в половине второго, а к двум часам «Paranoid» была готова – точно в таком виде, в каком вы слышите её на пластинке». 
Оригинальный текст (англ.) He was just playing it on his own in the studio. Geezer plugged in his bass, I sat behind my drum kit, we automatically grooved with him and Ozzy started singing. We didn't say a word to each other; we just came in the room and started playing. I think it was about 1:30 in the afternoon; Tony had the riffs, and by 2:00 we had 'Paranoid' exactly as you hear it on the record.Билл Уорд
Необычное гитарное соло было сначала записано обычным образом, а потом (как вспоминал Айомми) «пропущено через какой-то звуковой модулятор», — одно из тех многочисленных устройств, которых продюсер Роджер Бэйн собрал целую коллекцию. Сам Бэйн утверждал, что именно он настоял на том, чтобы песня была немедленно записана: «Ты это серьёзно? — удивились они. — Это же шутка, мы просто дурачимся». — «Это классно! — сказал я. — Давайте запишем!»
Билл Уорд признавал, что долго не мог воспринимать «Paranoid» всерьез: «По правде говоря, мне она казалась слишком лёгкой в сравнении с нашими другими песнями, такими, как Hand of Doom… Я думал: это же почти поп-песня!».
Оззи Осборн вспоминал:
Помню, приехал домой с пленками и говорю жене: кажется, мы написали сингл. Она мне: «Но вы же не пишете синглы!» Я ей: «Знаю, но пока ехал в поезде сюда, эта песня просто сводила меня с ума! Оригинальный текст (англ.)I remember going home with the tapes and I said to my then-wife, 'I think we've written a single.' She said, 'But you don't write singles.' I said, 'I know, but this has been driving me nuts on the train all the way back.
После того, как песня «Paranoid» была записана, руководство Vertigo Records решило не только выпустить её синглом, но и сделать заглавной, отказавшись от первоначального варианта заголовка альбома («War Pigs»).

### «Paranoid» в популярной культуре
Песня «Paranoid» использовалась в саундтреках к видеоиграм Rock N' Roll Racing, Rock Band, Guitar Hero 3: Legends of Rock, Madden NFL 10, Guitar Hero: Warriors of Rock (концертный кавер Metallica с вокалом Осборна).
Она звучит также в телесериалах «Supernatural» (эпизод «Phantom Traveler»), «Плохие», в фильмах «Сид и Нэнси», «Конг: Остров черепа», «Гран Туризмо» и в мультфильме «Angry Birds в кино».

### «Paranoid» в итоговых списках
Песня «Paranoid» входила в списки:
1. VH1: 40 величайших метал-песен в истории (#34)
2. VH1: Величайшие хард-рок-песни всех времен (#4)[4]
3. Q: Сто величайших гитарных треков (#11)
4. Rolling Stone: 500 величайших песен всех времён (# 250).
5. Rolling Stone: 100 величайших хеви-метал песен всех времён (# 13)[5].
6. New Musical Express: 500 величайших песен всех времён (# 391)[6].
7. TeamRock: 20 величайших гитарных риффов всех времён (# 9)[7].

### Кавер-версии
- Megadeth (альбом Nativity in Black) — В списке ста лучших каверов по версии журнала Metal Hammer песня в исполнении Megadeth заняла 60-е место.[8] В 1996 году группа номинировалась с ней на получение премии «Грэмми» в категории «Лучшее метал-исполнение».
- The Dickies (альбом The Incredible Shrinking Dickies).
- Mötley Crüe (на концертах)
- The Dillinger Escape Plan (на концертах)
- New Clear Sky (альбом Newer, Clearer)[9]
- Avenged Sevenfold (альбом «Covered — A Revolution In Sound»)[10]
- Мастер (альбом Talk of the Devil)
- Skrewdriver (альбом The Strong Survive).
- Mystic Prophecy (альбом Satanic Curses)
- Type O Negative (альбом The Origin of the Fece, бонусный трек в дополнительном издании)
- 3rd strike (альбом Lost Angel)
- The Meteors (альбом Doing The Lord’s Work)
- Van Canto (альбом Dawn of the Brave)

## Песня Get Down
В июле 2015 года музыкальный блог Dangerous Minds опубликовал статью под заголовком «Украли ли Black Sabbath открывающий рифф из Paranoid?». В статье была приведена запись песни Get Down гаражной группы Half-Life из Сагино (Мичиган). Было отмечено большое сходство между ней и Paranoid. Отмечается, что эта песня была записана 27 июня 1969 года (за год до записи Paranoid). И хотя и сам автор и другие издания считают маловероятным тот факт, что Айомми мог слышать эту песню, они отмечают, что «сходство между ними жутко».